# Катаско (Комо)
Катаско је насеље у Италији у округу Комо, региону Ломбардија.
Према процени из 2011. у насељу је живело 258 становника. Насеље се налази на надморској висини од 518 м.